# Штурмин, Геннадий Владимирович
Геннадий Владимирович Штурмин (4 июля 1950, Неверкино, Пензенская область — 2 февраля 2023, Кузнецк, Пензенская область) — российский поэт, прозаик. Член Союза писателей России. Лауреат двух литературных премий имени Михаила Юрьевича Лермонтова (2001 и 2017).

## Биография
Родился 4 июля 1950 году в селе Неверкино Пензенской области. В возрасте четырнадцати лет впервые опубликовал своё первое стихотворение в районном периодическом издании. Завершив обучение в школе, трудоустроился работать грузчиком, затем работал трактористом. В 1969 году был призван в ряды Советской армии. После демобилизации, в 1971 году, поступил на факультет журналистики МГУ, который окончил в 1979 году. В его трудовой деятельности имеются годы работы учителем рисования и баянистом, литературным сотрудником районной газеты «Знамя Ильича» и корреспондентом большой многотиражки. Работал и на хозяйственной деятельности, был партийным работником. С 1984 года трудился в должности начальника кузнецкого агентства «Союзпечать».
Геннадий Владимирович свои первые поэтические произведения опубликовал в журналах «Волга», «Советский воин», а также в коллективных сборниках «Голос поля», «Волжские зори». В 1984 году в свет вышла его первая повесть «Каждый день — понедельник». В 1997 году Штурмин за роман «Дикое поле» был удостоен премии администрации Пензенской области. Является автором 16 книг поэзии и прозы. Единственный автор — дважды лауреат Всероссийской литературной премии имени Михаила Лермонтова.
Активно занимается общественно-политической деятельностью. Член КПСС с 1979 года, член КПРФ с 1991 года. С 1975 года являлся членом Союза журналистов, а с 1988 года членом Союза писателей.
Скончался 2 февраля 2023 года. Похоронен 4 февраля на городском кладбище.

## Премии и награды
- Медаль «За воинскую доблесть» (1970),
- Знак отличия «За заслуги перед городом Кузнецком» (2007),
- Лауреат Всероссийской литературной премией имени Михаила Юрьевича Лермонтова (2001) — за исторический роман-эпопею «Дикое поле»,
- Лауреат Всероссийской литературной премией имени Михаила Юрьевича Лермонтова (2017) — за создание двух сборников стихов и двух повестей «Соль-диез минор» и «Ать, два-левой!».